# Laosz közlekedése

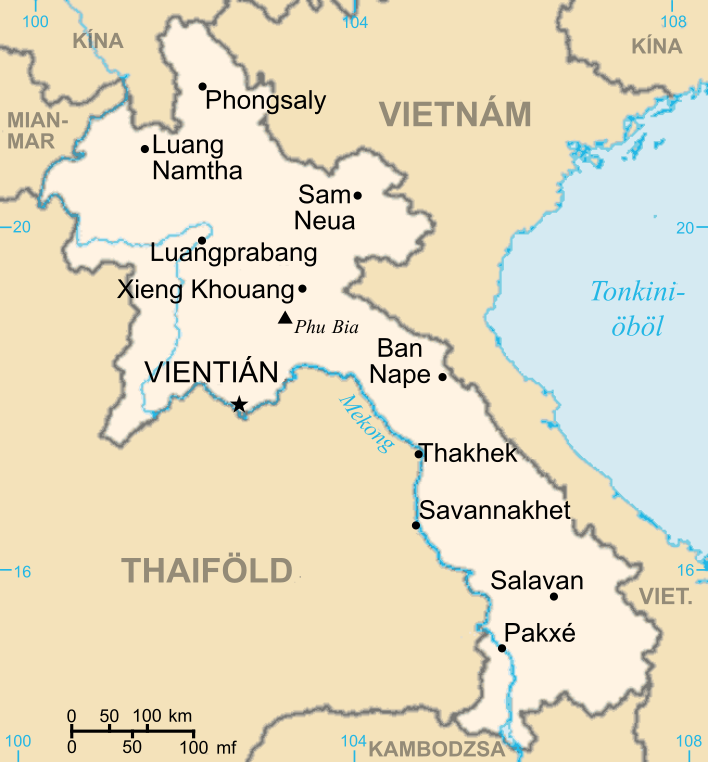
Laosz térképe

## Vasúti közlekedés
Vasútvonalak hossza: 3,5 km, a nyomtáv 1000 mm.
Egy 33,5 km hosszú szakasz építése megkezdődött a Thai-Lao Barátság hídján keresztül.

### Vasúti kapcsolatok más országokkal
- Thaiföld: van, azonos nyomtáv 1000 mm
- Mianmar: nincs – azonos nyomtáv 1000 mm
- Kína: 2021. december 3-án átadásra került a Vientiánt Kunming dél-kínai nagyvárossal összekötő vasútvonal. Az 5,9 milliárd dolláros beruházás öt éve kezdődött, az 1035 kilométeres villamosított vasútvonalon 75 alagutat és 167 hidat építettek a kínaiak.[1]
- Kambodzsa: nincs – azonos nyomtáv 1000 mm
- Vietnám: nincs – azonos nyomtáv 1000 mm

## Közúti közlekedés
- Közutak hossza: 2171 km
- Burkolt: 9673 km
- Burkolatlan: 12 042 km (1998-as adat)

Burkolt autóutak csak a nagyobb településekre jutnak el, a kisebb, főleg hegyi falvakba csak földutakon lehet eljutni. A Laoszon való áthaladást jelentősen javította a Savannakhetet a vietnámi határral összekötő autóút, melyet a japán kormány támogatásával építettek. Ez a régebben 9 órát igénybe vevő utazást mindössze pár órásra csökkentette.
Laoszt két híd köti össze Thaifölddel a Mekongon keresztül. A Thai-Lao Barátság Hídja Vientiane és Nong Khai, a 2. Thai-Lao Barátság Hídja Mukhadan és Savannakhet között ível át. A 3. híd a Mekong laoszi szakaszán Pakxe városát köti össze a túlparttal.

## Vízi közlekedés
Laosznak 4587 km hajózható folyószakasza van, elsősorban a Mekong és mellékfolyói. Ezenkívül további 2897 km hajózható 0,5 méternél kisebb merülésű hajókkal. A Mekongon bár nagyobb hajók is közlekedhetnek, de a tengerig való hajózás nem lehetséges a Dong-vízesés miatt. A kisebb folyóknak elsősorban a helyi közlekedésben és ellátásban van jelentősége.

## Légi közlekedés
Repülőterek:
- Burkolt kifutópályával: 9
- 2438-3047 méteres: 1
- 1524-2437 méteres: 4
- 914-1523 méteres: 4
- Burkolatlan kifutópályával: 43
- 1524-2437 méteres: 1
- 914-1523 méteres: 17
- 914 méternél rövidebb: 25
- Összesen: 52

A két legfontosabb repülőtér a Wattay nemzetközi repülőtér és a Luangprabang nemzetközi repülőtér. Mindkettő egyaránt fogad külföldi és belföldi járatokat. A nemzeti légitársaság, a Lao Airlines főként országon belüli járatokat indít, de vannak külföldi viszonylatai is Kambodzsába, Thaiföldre, Vietnámba és Kínába.

## Csővezetékes szállítás
- Kőolaj-vezeték: 136 km